# کنوانسیون مقابله با تأمین مالی تروریسم
کنوانسیون مقابله با تأمین مالی تروریسم (به انگلیسی: Terrorist Financing Convention) موسوم به سی‌اف‌تی (به انگلیسی: CFT) یک کنوانسیون بین‌المللی است که در سال ۱۹۹۹ به منظور مقابله با تأمین مالی تروریسم توسط سازمان ملل متحد تصویب شده‌است.